# Jacksonboro (Carolina del Sur)
Jacksonboro es un lugar designado por el censo ubicado en el condado de Colleton, en el estado estadounidense de Carolina del Sur. La localidad en el año 2010 tiene una población de 478 habitantes. 

## Geografía
Jacksonboro se encuentra ubicado en las coordenadas 32°41′18.61″N 80°28′43.8″O / 32.6885028, -80.478833. 